# Дхангадхи (аэропорт)
Аэропорт Дхангадхи (непальск. धनगढी विमानस्थल), (ИАТА: DHI, ИКАО: VNDH)— непальский аэропорт, обслуживающий коммерческие авиаперевозки города Дхангадхи (район Кайлали, Сетхи).

## Общие сведения
Аэропорт расположен на высоте 210 метров над уровнем моря и эксплуатирует одну взлётно-посадочную полосу размерами 1524х30 метров с асфальтовым покрытием.